# Willem II van Béthune
Willem II van Béthune, bijgenaamd de Rode, (overleden in april 1214) was van 1191 tot aan zijn dood heer van Béthune, Richebourg en Waasten. Hij behoorde tot het huis Béthune.

## Familie
Willem behoorde tot de invloedrijke adellijke familie Béthune, die hun stamzetel in het Artesische Béthune hadden. Hij was de tweede zoon van heer Robrecht V van Béthune, ook bijgenaamd de Rode, uit diens huwelijk met Adelheid, vermoedelijk een dochter van graaf Hugo III van Saint-Pol. Na de dood van zijn oudere broer Robrecht VI erfde hij in 1193 de titels van heer van Béthune, Richebourg en Waasten, alsook de erfelijke functie van advocatus van de Abdij van Sint-Vaast.
Hij trad in het huwelijk met Machteld van Dendermonde (overleden in 1224), dochter en erfgename van Wouter II, heer van Dendermonde, en weduwe van heer Gerard III van Grimbergen. Ze kregen volgende kinderen:
- Mathilde (overleden in 1252), huwde met heer Boudewijn III van Komen
- Adela (overleden na 1253), huwde met heer Wouter II van Nanteuil
- Daniel (overleden in 1227), heer van Béthune
- Jan (overleden voor 1240)
- Robert VII (overleden in 1248), heer van Béthune
- Willem III (1202-1243), stamvader van de heren van Meulebeke en Lokeren, een dynastie die werd voortgezet door zijn zoon Willem IV

## Levensloop
In 1177 maakte Willem II, samen met zijn vader en oudere broer Robert VI, deel uit van het gevolg van de Vlaamse graaf Filips van de Elzas, die op gewapende pelgrimstocht naar Palestina trok. Daar zouden de broers uitgehuwelijkt worden aan Sibylla en Isabella, de zussen van koning Boudewijn IV van Jeruzalem, maar een veto van de Hoge Raad van het Koninkrijk Jeruzalem verhinderde dat. In 1189 begeleidden Willem II, zijn vader en zijn broers Robert VI, Cono en Boudewijn de Vlaamse graaf Filips van de Elzas bij de Derde Kruistocht, waarbij zowel de graaf van Vlaanderen als zijn vader overleed. In 1193 stierf ook zijn broer Robert VI, waarop Willem II zijn familiegoederen erfde.
In het conflict tussen koning Filips II van Frankrijk en graaf Boudewijn IX van Vlaanderen over het leenheerschap van Artesië raakte de familie Béthune verdeeld. Willem en zijn oudste zoon Daniel ondersteunden de Franse koning, terwijl zijn broers en jongere zoon Robert VII partij kozen voor de graaf van Vlaanderen. Vanaf februari 1200 namen Willem en zijn broer Cono samen met de graaf van Vlaanderen deel aan de Vierde Kruistocht. In tegenstelling tot zijn jongere broer blonk Willem II niet uit in deze kruistocht, maar hij nam in april 1204 wel deel aan de verovering van Constantinopel, waarna graaf Boudewijn IX van Vlaanderen tot eerste keizer van het nieuw opgerichte Latijnse Keizerrijk werd verkozen. Na de desastreuze Slag bij Adrianopel, waaraan Willem niet deelnam, keerde hij met 7.000 andere kruisvaarders terug naar zijn vaderland. Zijn broer Cono en kardinaal Peter van Capua hadden hen nog tevergeefs, volgens kroniekschrijver Godfried van Villehardouin zelfs in tranen, proberen te overtuigen om te blijven, maar zonder succes. Cono bleef in Constantinopel en zou daar vele jaren later sterven. Willem zelf stierf in april 1214, enkele maanden voor de Slag bij Bouvines.